# 崔允
崔 允（チェ・ユン、최윤、1953年7月3日 - ）は韓国の小説家である。ソウル出身。

## 受賞歴
- 1990年、大韓民国文学賞
- 1992年、第23回東仁文学賞
- 1994年、第18回李箱文学賞
- 1994年、第2回 大山文学賞
- 1998年、韓国翻訳大賞

## 邦訳作品
- 『あの家の前』吉川凪 訳、トランスビュー、韓国現代文学選集、2010年12月
- 『ハナコはいない』朴澤蓉子訳、クオン、韓国文学ショートショート、2021年7月

## 主な作品
- 1991年、『너는 더 이상 너가 아니다』(あなたは、もうこれ以上、あなたではない)[2]
- 1992年、『저기 소리 없이 한 점 꽃잎이 지고』(あそこ、音もせず花弁は散って)
- 1994年、『속삭임, 속삭임』(囁き、囁き)
- 1997年、『겨울, 아틀란티스』(冬、アトランティス)
- 1999年、『숲 속의 빈터』(森の中のスペース)